# ヒラー・ロー・ローターサイクル
YROE-1
エイムズ格納庫の前でホバリングするYROE-1（1963年11月6日）
- 用途：超軽量動力機ヘリコプター
- 製造者：ヒラー・エアクラフト（英語版）、サンダース・ロー
- 運用者：アメリカ海兵隊
- 初飛行：1956年11月
- 生産数：12
- 生産開始：1957年
- 運用開始：1961年

ヒラー・ロー・ローターサイクル（英語: Hiller ROE Rotorcycle）とは1953年に軍の要求仕様に応えて設計された単座の超軽量ヘリコプターである。アメリカ海兵隊むけに合計12機が製造された。また1954年、ヒラー製のヘリコプターがアメリカ海軍航空局により、単座、折りたたみ式、自己救助式の観測ヘリコプターという設計を作り上げるために選ばれた。本機は2ブレードのローターシステムを特徴としていた。原型機の空虚重量は290 lb (132 kg)である。

## 開発
このヘリコプターは折りたたんだ上でそりのような携行機材により人員2名で輸送できた。海兵隊ではYROEの性能が低く、小火器の射撃に対する脆弱性があり、機体には視覚的な情報を参照する機材が欠けているため、YROEを受け入れなかった。この問題により、パイロットは非常な低高度を除き、完全な空間識失調を経験する可能性がある。YROEもROEも軍の任務に就くことはなかった。
1954年、アメリカ海軍航空局は、提案された単座ヘリコプターの設計を構築するためにヒラー社を選択した。XROE ローターサイクルは、1957年半ばに飛行試験を完了した。
1958年4月初旬、本機はバージニア州アーリントンのペンタゴンで軍やその他の政府関係者のためにデモンストレーションを行った。
量産はサンダース・ローによるもので、アメリカ海兵隊用に5機、パリのヘリコップエア用に5機製造された。
YROE用に開発されたポルシェエンジン62hp（46Kw）は、1961年までに試験を完了した。

## 派生型
XROE-1
試作2機がカリフォルニア州パロアルトのヒラー・ヘリコプター工場でモデル1033として製造された。
1956年11月に初飛行。
YROE-1
イギリスのサンダース・ロー社が生産したテスト版、5機。
1機は1961年にテスト完了後、スミソニアン協会に寄付された。
ROE-1
サンダース・ローによって5機の量産型が生産された。（5機のYROE-1を含み、10機のプロダクションモデルが製造されている）。

## 仕様
General characteristicse
- Crew: 1
- Length: 12 ft 6 in (3.81 m)
- Height: 7 ft 6 in (2.29 m)
- Empty weight: 309 lb (140 kg)
- Gross weight: 562 lb (255 kg)
- Fuel capacity: 9.1 US gal (8 imp gal; 34 l)[citation needed]
- Powerplant: 1 × Nelson H-63 4-cylinder air-cooled 2-stroke horizontally-opposed piston engine, 40 hp (30 kW)   [3]

(later 43 hp (32 kW) Nelson YO-65-2)
- Main rotor diameter:  18 ft 6 in (5.64 m)
- Main rotor area: 268.8 sq ft (24.97 m2) 2-bladed main rotor
- Blade section:  NACA 0015[10]

Performance
- Maximum speed: 70 mph (110 km/h, 61 kn)
- Cruise speed: 52 mph (84 km/h, 45 kn)
- Range: 166 mi (267 km, 144 nmi) with 170 lb (77 kg) pilot and 86 lb (39 kg) of fuel[2]
- Service ceiling: 13,200 ft (4,000 m)
- Hover ceiling IGE: 9,200 ft (2,804 m)
- Rate of climb: 1,160 ft/min (5.9 m/s)

## 現存機
- XROE-1、サンカルロス (カリフォルニア州)のヒラー航空博物館（英語版）に展示。
- YROE-1、番号4021、ヒラー航空博物館に展示。
- YROE-1、ワシントンD.C.の国立航空宇宙博物館に展示。
- YROE-1、N4230U、番号4024、カリフォルニア州エルカホン[11]。
- YROE-1、N777MV、番号4020、Minicopter Inc.、サジナウ (テキサス州)（英語版）[12]。
- YROE-1、3番目は、エバーグリーン航空博物館で展示[13]。
- XROE-1、フランスのボワ・ラ・ピエールにて、Rotax 503（英語版）を搭載し、青色に塗装。「ファンタコプター（英語: fantacopter）」に名前が変更され正常に機能している[14]。